# Bicoid
Bicoid ist ein Protein des Modellorganismus  Taufliege (Drosophila melanogaster) und anderer Dipteren-Arten. Es handelt sich um einen Transkriptionsfaktor, der eine wichtige Rolle bei der Zelldifferenzierung in der frühen Keimesentwicklung (Embryogenese) spielt. Bicoid bzw. dessen Gradient ist wichtig für die Ausbildung der anterior-posterioren Achse und die Körpersegmentierung bei der Embryogenese. Der Name kommt von einer Mutante, deren Genprodukt Embryonen mit zwei Schwanzteilen, aber keinem Kopf entstehen lässt.

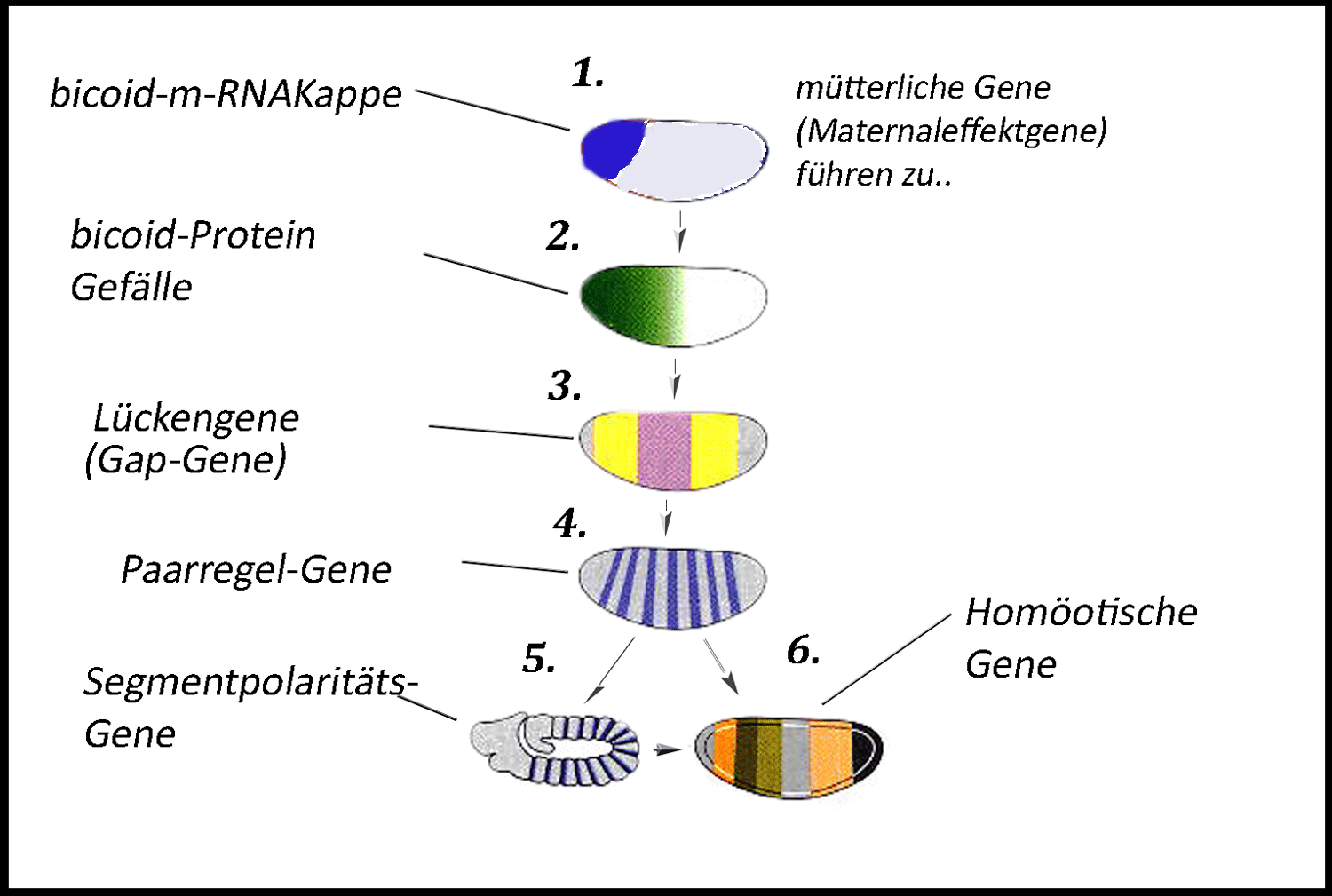
Mütterliche m-RNA bewirkt ein Gefälle von Bicoid-Protein, welches eine Genkaskaskade zur Ausbildung der Körpergliederung auslöst (Drosophila)

Die Eizelle enthält am zukünftigen Vorderende des Tieres mütterliche (maternale) Bicoid-mRNA, die dort in einer Art von Kappe festgelegt ist. Nach der Befruchtung erfolgt zunächst keine Translation des Zellkern-Genoms, sondern die Translation dieser mütterlichen m-RNAs (Maternaleffektgene) und es entsteht das Bicoid-Protein. Demnach findet man vorn (anterior) die höchste Bicoid-Konzentration und hinten (posterior) nimmt diese ab. Es entsteht ein Konzentrationsgefälle, da der Embryo noch keine Zellmembranen (Synzytium) hat und das Protein frei diffundiert. Das Bicoid-Protein induziert nun als eine Genkaskade die Aktivität von 3 Genklassen, nämlich nacheinander Lückengene, diese wiederum Paarregelgene und Segmentpolaritätsgene. Sobald die Segmente des Embryos ausgebildet sind, legen schließlich die homöotischen Gene die Rolle der einzelnen Segmente für den künftigen Tierkörper fest.
An der Stelle mit der höchsten Bicoid-Konzentration entsteht letztlich der Kopf der Fliege.
Das mütterliche Bicoid-Gen dient über diese Kaskade indirekt auch als Aktivator für das even skipped (eve)-Gen und das fushi-tarazu-Gen, also jene Gene, die die Einteilung des Insektenkörpers in verschiedene Segmente steuern.